# Stowarzyszenie Pokolenie
Stowarzyszenie Pokolenie – polska organizacja pozarządowa z siedzibą w Katowicach, zajmująca się popularyzacją najnowszej historii Polski i upamiętnieniem członków opozycji demokratycznej (w tym działaczy NSZZ „Solidarność”, przede wszystkim Regionu Śląsko-Dąbrowskiego, Regionu Częstochowskiego i Regionu Podbeskidzie).

## Działalność

Billboard Stowarzyszenia Pokolenie zachęcający do wzięcia udziału w referendum (2023)

Stowarzyszenie rozpoczęło działalność w 1997 r. W jego szeregach znalazły się osoby związane z Konfederacją Polski Niepodległej, Ligą Republikańską, Niezależnym Zrzeszeniem Studentów, Solidarnością Walczącą i NSZZ „Solidarność”. Stowarzyszenie Pokolenie podejmuje inicjatywy w związku z kolejnymi rocznicami powstania „Solidarności”, wprowadzenia stanu wojennego, a zwłaszcza komunistycznej zbrodni w Kopalni Węgla Kamiennego „Wujek”. Od 2010 czynnie uczestniczy w przywracaniu pamięci o Żołnierzach Wyklętych (m.in. wystawa plenerowa poświęcona historii zgrupowania partyzanckiego Narodowych Sił Zbrojnych pod dowództwem kpt. Henryka Flamego ps. „Bartek”). W 2013 stowarzyszenie włączyło się w śląskie obchody rocznicy wybuchu powstania styczniowego.
We współpracy z Instytutem Pamięci Narodowej współtworzy Encyklopedię Solidarności. W latach 2010–2022 ukazały się drukiem cztery tomy tego wydawnictwa. Stowarzyszenie posiada również własne archiwum, w którym znajdują się fotografie, dokumenty oraz zbiór kilkuset relacji i wspomnień. 
Organizacja wspiera także byłych działaczy opozycji w okresie PRL, udziela im porad prawno-administracyjnych, a także włącza się w inicjatywy zmierzające do przyznania im rent specjalnych, odznaczeń państwowych i statusu działacza opozycji antykomunistycznej lub osoby represjonowanej z powodów politycznych. Stowarzyszenie jest również uczestnikiem projektów unijnych wspierających lokalną działalność gospodarcza oraz organizatorem zajęć edukacyjnych dla szkół. 
Przewodniczącym Stowarzyszenia jest Przemysław Miśkiewicz.

## Odznaczenia i nagrody
- Nagroda Kustosz Pamięci Narodowej (2016)